# Швальба-Хот, Франк
Франк Швальба-Хот (род. 12 декабря 1952 года, Гамбург, Германия) — политический деятель, один из основателей партии «Союз 90/Зелёные», бывший депутат Европейского парламента.
В настоящее время является политическим аналитиком и стратегом. Проживает в Брюсселе (Бельгия), имеет дочь.

## Образование
Окончил гимназию имени Отто Гана в Гестхахте и служил младшим лейтенантом в немецкой армии.
С 1974 по 1981 годы изучал гуманитарные науки в Марбургском университете имени Филиппа.

## Политическая деятельность
Франк Швальба-Хот начал заниматься политикой ещё в студенческие годы. В 1978 году будучи студентом, он основал первый “зеленый союз” студентов в немецком университете, стал членом, а затем президентом (1979—1980) студенческого парламента Марбургкого университета. Он работал над инициативой "3-го Международного Трибунала Рассела по вопросу о положении в области прав человека в Федеративной Республике Германии". Он стал одним из членов-основателей  «Союза 90/Зелёные» — «зелёной» партии в Германии. В 1982 и 1983 годах, Франк Швальба-Хот был членом Ландтага в Гессене (6 миллионов жителей около Франкфурта-на-Майне) и председателем комитета парламента по гражданским служащим. Его законодательное предложение на подготовку учителей стало первым законодательством партии зеленых в парламенте Германии.
Во время приема американских войск, дислоцированных в Германии в Ландтаг в Гессене, он протестовал против размещения американских ядерных ракет (Першинг-2) в Германии.

## Европейский парламент
Франк Швальба-Хот был депутатом Европейского парламента с 1984 по 1987 годы, а также заместителем Председателя Комитета по петициям. 
В 1986—1987 годы он был одним из двух сопредседателей его политической группы в Европарламенте.
Он занимался прежде всего вопросами в области прав человека, окружающей среды, энергетики и международных отношений. Ушел в отставку по принципу ротации.

## Консалтинг и нетворкинг
После того как Франк  покинул Европейский парламент в 1987 году, он стал политическим аналитиком-стратегом, консультантом, а также нетворкером в Брюсселе.
Он был директором офиса Гринпис в Европейском Союзе (ЕС).
Он основал консалтинговую компанию “Conseillé+Partners” совместно с Сильваной Коч-Мерин.
Он работал в Европейской комиссии над программой "Техническая помощь Содружеству Независимых Государств", а также Монголии и странах бывшего Советского Союза (многократно посещал эти страны). Это позволило ему играть важную роль в процессе ратификации Орхусской конвенции (конвенция Европейской Экономической Комиссии ООН «О доступе к информации, участию общественности в принятии решений и доступе к правосудию по вопросам, касающимся окружающей среды») в большинстве этих стран.
С 2002 года он является независимым политическим аналитиком-стратегом и экспертом в области нетворкинга.
С 1989 года Франк организует ежемесячные мероприятия под названием “Soirée Internationale”, где участвуют от 40 до 60 представителей из различных профессиональных, культурных, национальных и социальных слоев.
В 2006 году он стал членом экспертного совета премии «За правильный образ жизни», учреждённая в 1980 году журналистом Якобом фон Юкскуллем.
В 2011 и 2012 годах, для облегчения доступа к информации, он опубликовал каталоги заинтересованных сторон ЕС.
С 2013 года — член совета директоров организации “Conseil d'Administration”, (EQuAMA), где занимался содействием более культурной и общественной жизни в ЕС.
С 2014 года — член «Консультативного совета Сообщество ЕС".
С 2015 года совместно с Розвитой Фесслер-Кеттелер, депутатом Европейского парламента Хейди Хаутала, Витаутас Ландсбяргис и Алекси Мальмберг является членом экспертного совета ассоциации Кавказский камерный оркестр и немецкого "Förderverein".

## Публикации
- Швальба-Хот Ф. Документация о его акции протеста против ядерной политики США. Fraktion der Grünen im Hessischen Landtag: Broschüre Die Würde einer Uniform ist antastbar- eine Dokumentation. August 1983. https://books.google.be/books/about/Die_W%C3%BCrde_einer_Uniform_ist_antastbar.html?id=d7RDAQAAIAAJ&redir_esc=y
- Швальба-Хот Ф. Книга о концлагерях в Гессене. Lothar Bembenek; Frank Schwalba-Hoth: Hessen hinter Stacheldraht, verdrängt und vergessen: KZs, Lager, Aussenkommandos, Frankfurt, Eichborn Verlag, 1984. https://www.luebbe.de/eichborn
- Книга о ключевых игроках в политике ЕС. Katja Ridderbusch: Der Tross von Brüssel, Wien, Czernin Verlag, 2006. https://web.archive.org/web/20140221053120/http://www.katja-ridderbusch.com/en/author/books
- Швальба-Хот Ф. Справочник об учреждениях ЕС, посольств, консультантов, юридических фирм, профсоюзов, торговых ассоциаций, общественных организаций, аналитических центров и других ключевых игроков ЕС в Брюсселе. Frank Schwalba-Hoth: Stakeholder.eu, The Directory for Brussels, Berlin, Lexxion Verlag, 2011 and 2012. http://www.lexxion.de/en